# Claudiana
Claudiana (inizialmente il nome della tipografia, mentre la società si chiamava Société des Traités religieux pour l'Italie) è una casa editrice italiana fondata a Torino il 1º novembre 1855. Il nome Claudiana è un omaggio al vescovo Claudio di Torino (VIII-IX secolo), considerato un "precursore" dei valdesi per la sua lotta contro l'introduzione delle immagini sacre nelle chiese e per la sua attività di commentatore della Bibbia.
(Atto di fondazione della Claudiana)
Oggi pubblica i classici del Protestantesimo, Martin Lutero, Giovanni Calvino, Filippo Melantone, Karl Barth, Paul Tillich, ecc. Tra gli autori degli ultimi decenni sono da ricordare Rolf Rendtorff, Gerd Theissen, Walter Brueggemann, N.T. Wright, Giovanni Miegge, Vittorio Subilia, Giorgio Spini, Giorgio Tourn, Giorgio Bouchard, André Gounelle, Gabriella Lettini, Fulvio Ferrario e Paolo Ricca.

## Storia

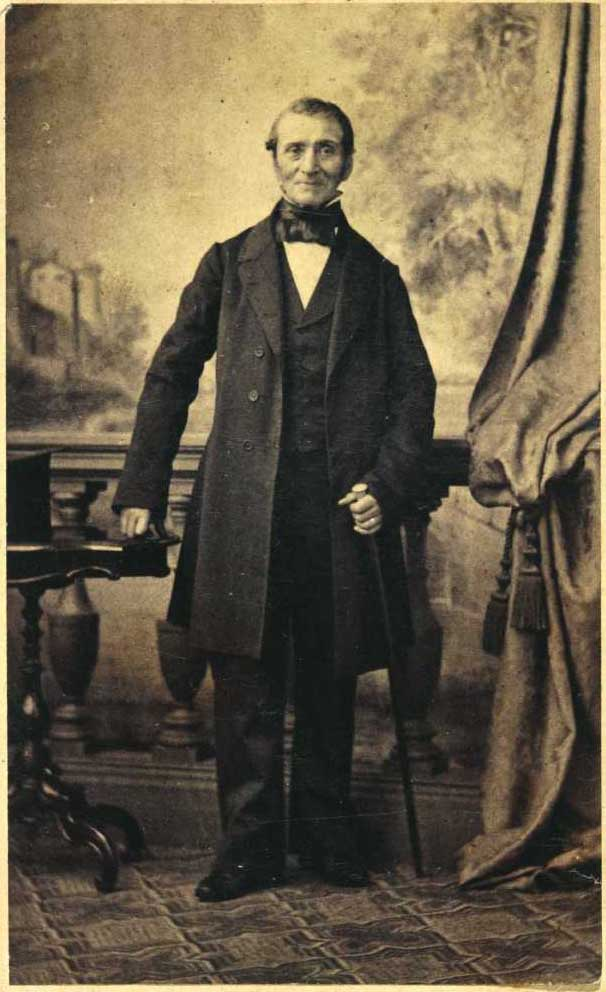
J. P. Meille (1817-1887), primo direttore della Claudiana

La sua storia può essere suddivisa in base ai suoi spostamenti. Dal 1855 al 1862 ebbe sede a Torino. Poi, sulla scia dello spostamento della capitale italiana a Firenze, nel 1862 si trasferisce nella nuova capitale dell'Italia in via dei Serragli. Nel 1924 si insedia a Torre Pellice, per poi far ritorno a Torino nel 1961. Fondata per volere di un gruppo di Valdesi sulla spinta determinante del pastore di Torino Jean Pierre Meille, venne concepita come casa editrice di tutto l'evangelismo italiano, ma progressivamente strinse sempre più i suoi rapporti con la Chiesa evangelica valdese fino a divenirne la casa editrice nel 1924. Dal 2005, con una nuova forma societaria, una srl, ritorna ad essere espressione del protestantesimo italiano, essendone soci la Chiesa evangelica valdese, la Chiesa Evangelica Luterana in Italia, l'Unione Cristiana Evangelica Battista d'Italia e l'Opera delle Chiese Evangeliche Metodiste in Italia.

### Gli inizi (1855-1862)
Nel 1848 Carlo Alberto di Savoia concesse agli ebrei e ai valdesi del Piemonte i diritti civili mediante le Lettere Patenti. Subito dopo la chiesa valdese avvertì l'esigenza di un proprio stabilimento tipografico. Tuttavia, solo dopo il 1º novembre 1855 fu possibile fondare una «Società dei Trattati religiosi per l'Italia» con sede a Torino, il cui fine era quello di «far conoscere in Italia i veri princìpi e la pura moralità dell'Evangelo».
Nel 1858, grazie al dono delle «dame anglicane» di Dublino, fu aperta una tipografia, che inizialmente occupò otto persone, a cui venne dato il nome Claudiana a ricordo di Claudio, vescovo di Torino dall'816 all'828, considerato un precursore della Riforma per la lotta contro l'introduzione delle immagini sacre nelle chiese.
Oltre a numerosi libri di controversia, nel 1860 Claudiana pubblicò il primo Nuovo Testamento (nella versione di Giovanni Diodati) stampato in Piemonte dopo il XVI secolo. Grande fu pure l'impegno per l'evangelizzazione dei soldati della seconda guerra d'indipendenza (1859).

### Il periodo di Firenze (1862-1914)

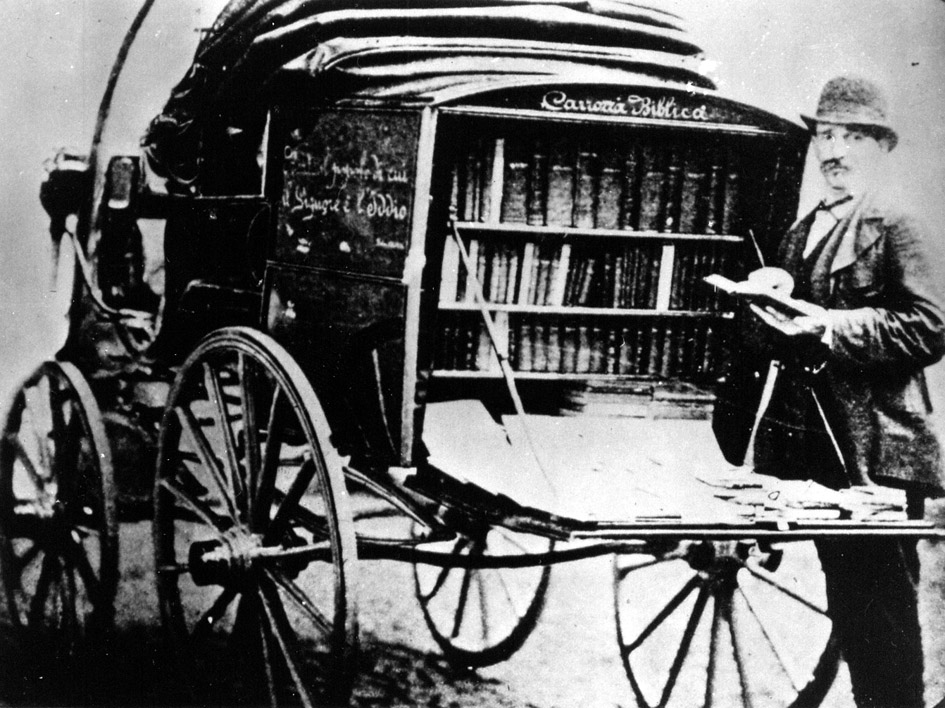
Un colportore (venditore ambulante) della Claudiana ottocentesca con il suo "Carro biblico"

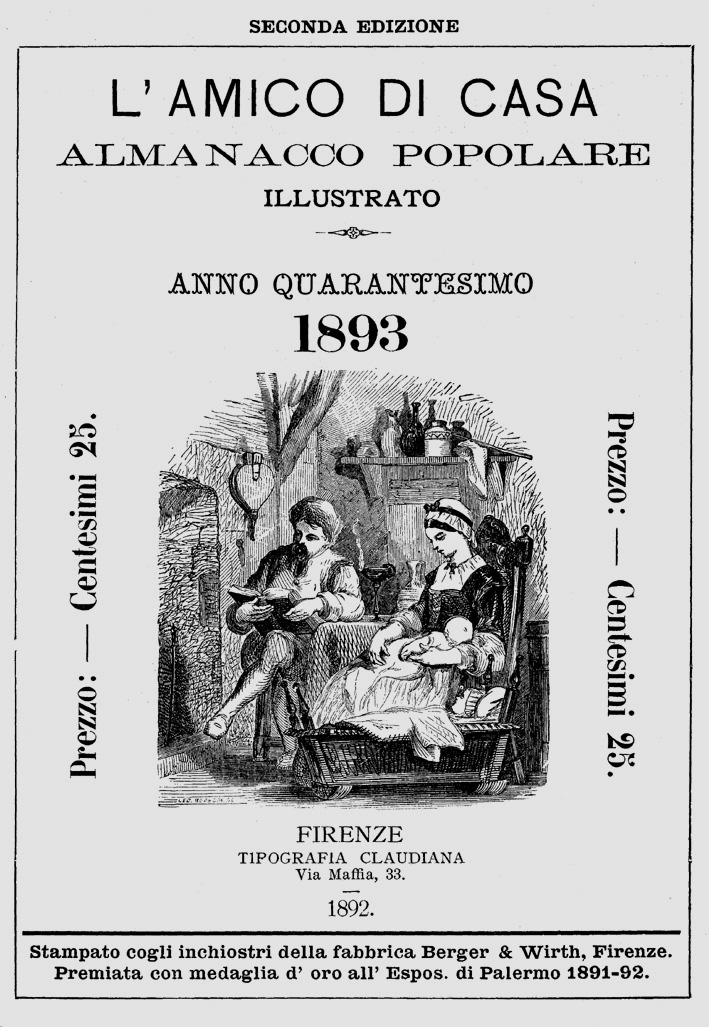
Frontespizio di "L'Amico di casa" del 1893

Nel 1862 Claudiana venne trasferita a Firenze, accanto alla Facoltà di Teologia, a Palazzo Ricasoli-Salviati, edificio donato dal pastore scozzese Robert Walter Stewart, che divenne l'anima dell'editrice, retta da un comitato internazionale composto da valdesi, inglesi, scozzesi e americani. Inizialmente il presidente fu valdese (Paolo Geymonat) e il direttore scozzese. Dopo il 1890 ebbe inizio la lunga direzione del pastore valdese Odoardo Jalla.
Fu il periodo di massima espansione: Claudiana pubblicava 80 titoli l'anno, aveva una rete capillare di venditori ambulanti, i «colportori», e di «donne bibliche», che andavano di casa in casa a leggere agli analfabeti (circa il 70% della popolazione). L'editrice compì inoltre una scelta popolare producendo un'enorme quantità di opuscoli, trattatelli, porzioni bibliche e così via. Nonostante l'ostilità del clero, in circa quarant'anni vendette 9,5 milioni di libri e oltre 6 milioni di periodici.
Al centro della produzione restava la Bibbia – il grande libro proibito del tempo – nella bella traduzione di Diodati, venduta al prezzo eccezionale di 1 lira (pari a circa 4 euro odierni), per cui ebbe una medaglia d'argento all'Esposizione generale italiana di Torino del 1898. Molti erano anche i sussidi alla lettura: Il Compagno della Bibbia, il Dizionario Biblico, la Chiave Biblica e i Commentari.
Nel settore della controversia si segnalano le 20 opere di Luigi Desanctis, già parroco della chiesa romana della Maddalena, tra cui la nota Roma Papale, sulla vita nella Roma di Pio IX.
Molte le pubblicazioni in campo storico grazie all'infaticabile attività di Emilio Comba, fondatore della «Biblioteca della Riforma in Italia». Molti i titoli anche su «socialismo e cristianesimo». Nel 1915 Claudiana pubblicò un libro sul massacro degli armeni a opera dei turchi e I protestanti e la guerra per rispondere alle accuse contro i paesi protestanti.
Grande importanza ebbe la pubblicazione dei seguenti periodici:
- “L'Amico di Casa” (almanacco annuale dal 1854 al 1942) ideato da Costantino Reta e poi diretto da Luigi Desanctis, di cui ne furono vendute fino a 80 000 copie all'anno.
- “L'Amico dei Fanciulli” (dal 1870), primo mensile per ragazzi ampiamente illustrato, che vendette 10 000 copie poiché molte scuole di Stato vi si abbonarono.
- “L'Italia Evangelica”, mensile unitario per tutte le chiese evangeliche.
- “La Rivista Cristiana”, periodico di cultura diretto da Emilio Comba e pubblicato per 34 anni, che raggiunse un pubblico molto vasto.

Per soli due anni Claudiana pubblicò e sostenne anche “L'Avanguardia dei cristiano-sociale” (1908-1910), un foglio coraggioso su cui scrivevano i socialisti cristiani del tempo.

### La crisi (1914-1945)

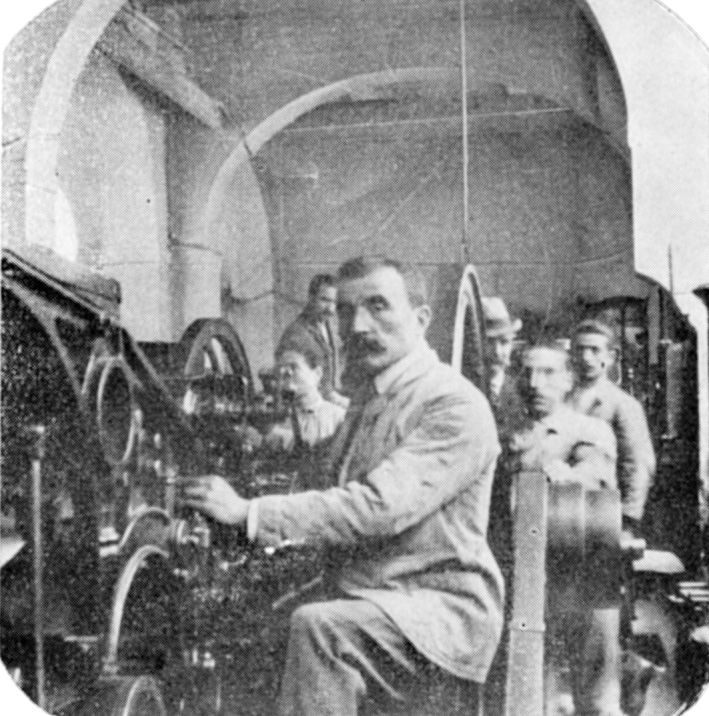
La Premiata Tipografia Claudiana nell'Ottocento

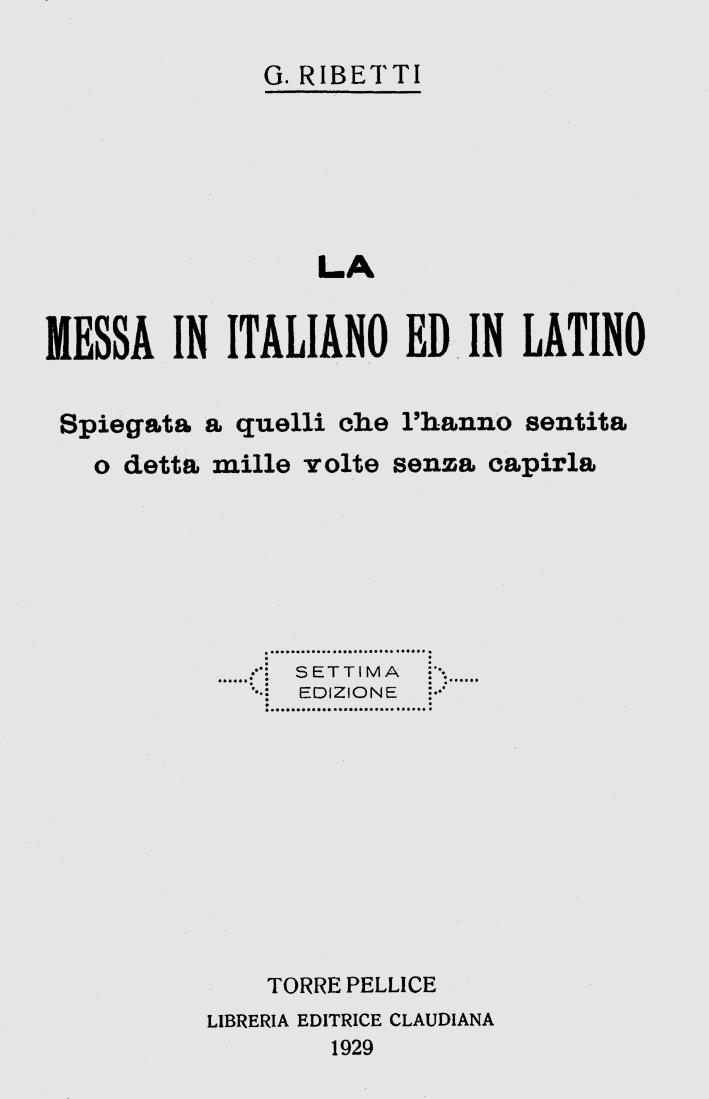
Edizione del 1929 de La messa in italiano ed in latino

Nel 1914 Claudiana fu costretta a cedere la tipografia, divenuta troppo onerosa. Iniziarono tempi difficili: anno dopo anno gli aiuti dall'estero diminuivano, costringendo a frequenti collette. Molte chiese evangeliche in Italia fondarono proprie editrici, perfino i valdesi, che aprirono la libreria editrice "La Luce"; nacquero anche importanti case private come Doxa di Giuseppe Gangale, Gilardi e Noto e altre.
Nel 1924 la Tavola valdese rilevò quel che restava della gloriosa Claudiana e la trasferì a Torre Pellice, fondendola con "La Luce". Furono anni di declino.
Nel 1932 l'editrice fu denunciata per vilipendio alla religione dello Stato per aver ripubblicato un vecchio libretto di Giovanni Ribetti, La messa in italiano e in latino. Il processo si concluse con un'amnistia ma la Tavola emanò ordini precisi: Claudiana doveva limitarsi a libri di edificazione e pietà, vale a dire meditazioni, sermoni e narrativa.

### Lo sviluppo (1945-1998)

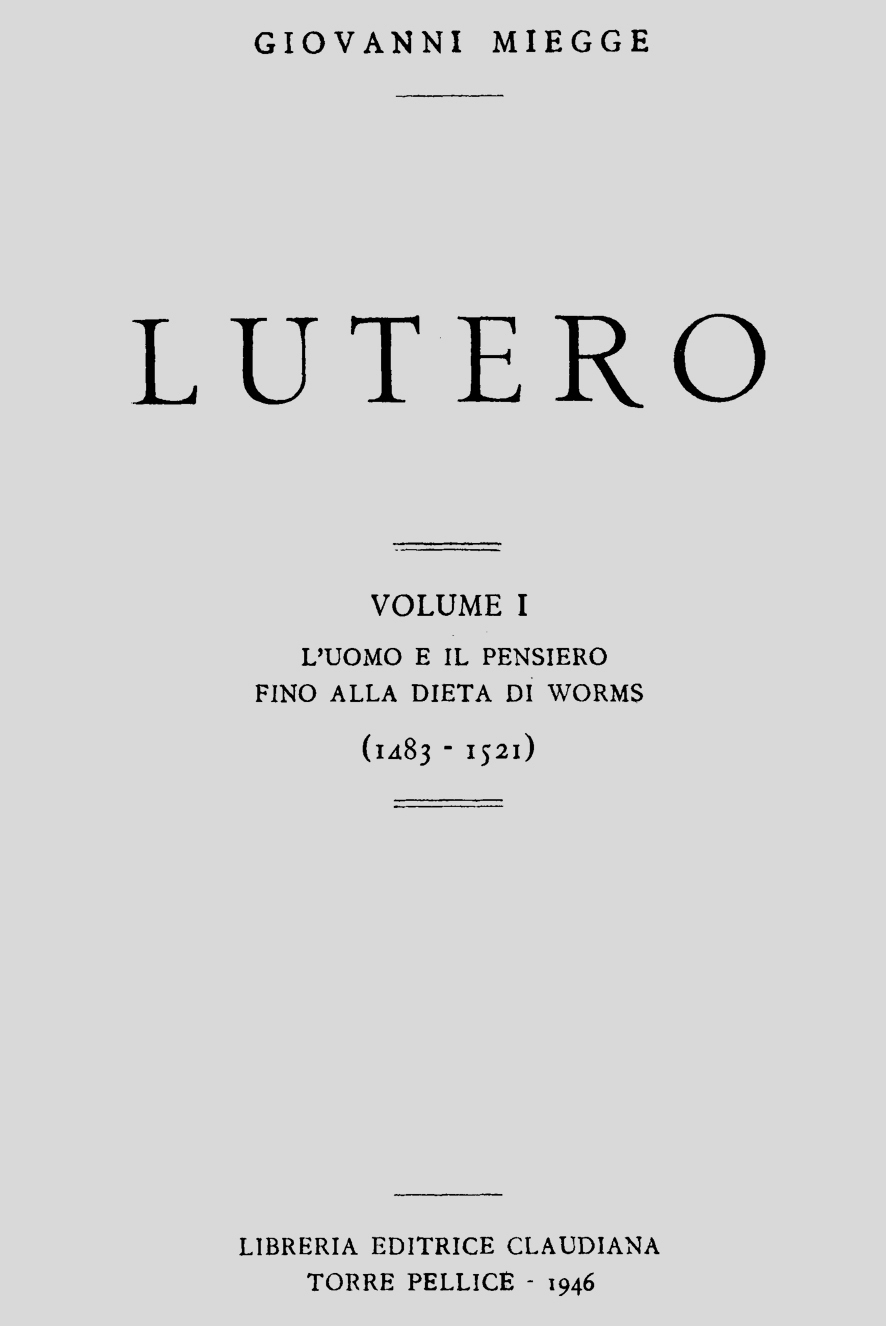
Prima edizione del 1946 di Giovanni Miegge, Lutero

Alla fine della guerra Claudiana poté riprendere la pubblicazione di libri impegnativi come il Lutero di Giovanni Miegge (poi ceduto a Feltrinelli e ristampato da Claudiana nel 2003). Nel 1960 Luigi Santini, pastore di grande cultura, riportò l'editrice a Torino e iniziò alcune collane, tra cui la «Piccola collana moderna», tuttora esistente.
Nel 1965 assunse la direzione il diacono Carlo Papini, che la resse per 33 anni. Pur proseguendo nelle linee tradizionali, Claudiana si aprì a nuove problematiche etiche e politico-sociali, tra cui il conflitto arabo-israeliano, la guerra del Vietnam, il rapporto tra cristiani e marxisti, ecologia e fede, l'apartheid, la lettura politica dell'evangelo, la teologia femminista, l'omosessualità, il divorzio e l'aborto.
In campo storico, oltre ad alcuni saggi fondamentali sull'anabattismo e la Riforma in Italia, fu intensificata la presentazione di testi in italiano o tradotti.
Grande rilievo fu dato alle problematiche ecumeniche e del confronto con il cattolicesimo. Dopo le opere fondamentali di Vittorio Subilia (tradotte in molte lingue) furono pubblicati: Come il papa divenne infallibile di A.B. Hasler (che era stato acquistato da Mondadori, ma mai pubblicato), Contro il tradimento del Concilio, curato da Hans Küng e N. Greinacher, due libri fortemente critici sull'Opus Dei e Noi siamo chiesa, per far conoscere anche in Italia questo movimento critico del cattolicesimo.
Claudiana cercò di dare spazio e voce a settori del dissenso cattolico («Comunità cristiana di base») che non ne avevano, in particolare pubblicando diverse opere di Franco Barbero, prete di Pinerolo.
Durante gli anni della direzione Papini, Claudiana allacciò rapporti più stretti con i grandi editori protestanti nel mondo partecipando, a partire dal 1970, alla Fiera del libro di Francoforte; si dotò inoltre di una rete commerciale di distribuzione in tutta Italia.

### Oggi

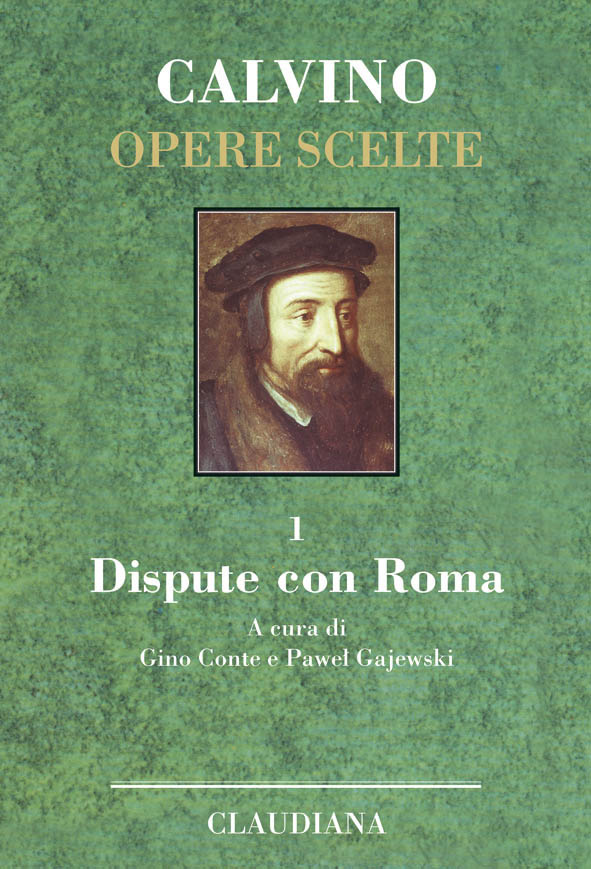
Dispute con Roma, il primo volume della collana «Calvino - Opere scelte»

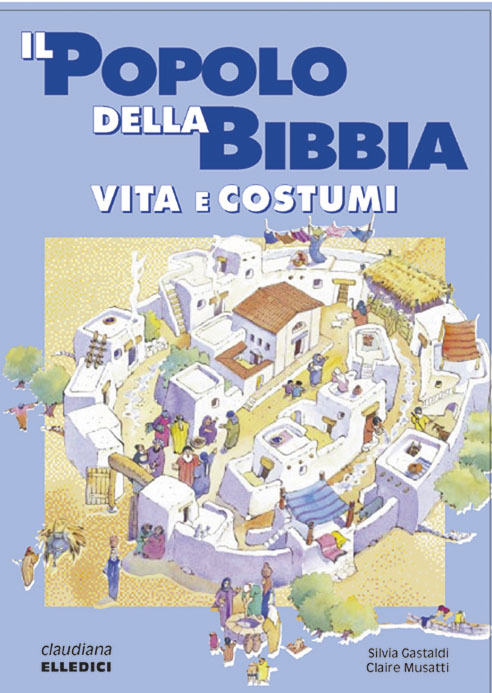
Il Popolo della Bibbia, tradotto in più di 20 paesi

Gli ultimi anni dell'editrice Claudiana sono caratterizzati dal tentativo di migliorare la distribuzione commerciale e di allargare il mercato.
Su questo fronte ricordiamo la produzione di libri per ragazzi, in collaborazione – tramite il Servizio istruzione ed educazione – con la Federazione delle Chiese Evangeliche in Italia, che con pubblicazioni di grande successo – Il Popolo della Bibbia, che nel 2001 ha vinto il Catholic Press Association Award per il libro per ragazzi, Navigare nella Bibbia e la serie Bibbiapuzzle – ha inoltre permesso l'espansione sul mercato internazionale. Il Popolo della Bibbia, in particolare, è pubblicato in una ventina di paesi e tradotto in 12 lingue.
Con pubblicazioni mirate si è poi cercato di interessare maggiormente l'area evangelica.
Non vanno dimenticate le due collane di opere scelte dedicate a Giovanni Calvino e Filippo Melantone, nonché la collana «Strumenti», che accoglie i libri teologici e biblici indirizzati alle università e ai seminari.
Il 19 giugno 2013, le viene conferito il "Premio Nazionale della Traduzione 2012" dal Ministero per i Beni e le Attività Culturali, per la collana «Opere scelte», nelle sue sezioni Martin Lutero, Giovanni Calvino, Filippo Melantone e Huldrych Zwingli.
Il 1º gennaio 2017 Claudiana ha acquisito la casa editrice bresciana Paideia.

## Librerie Claudiana

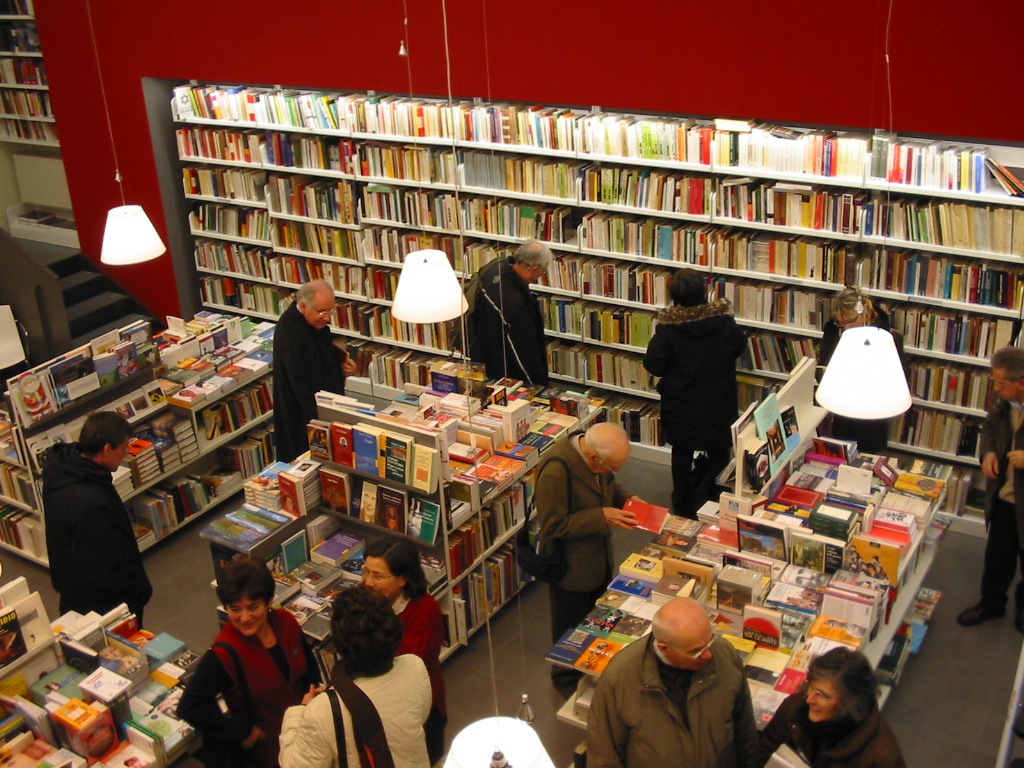
La libreria Claudiana di Milano

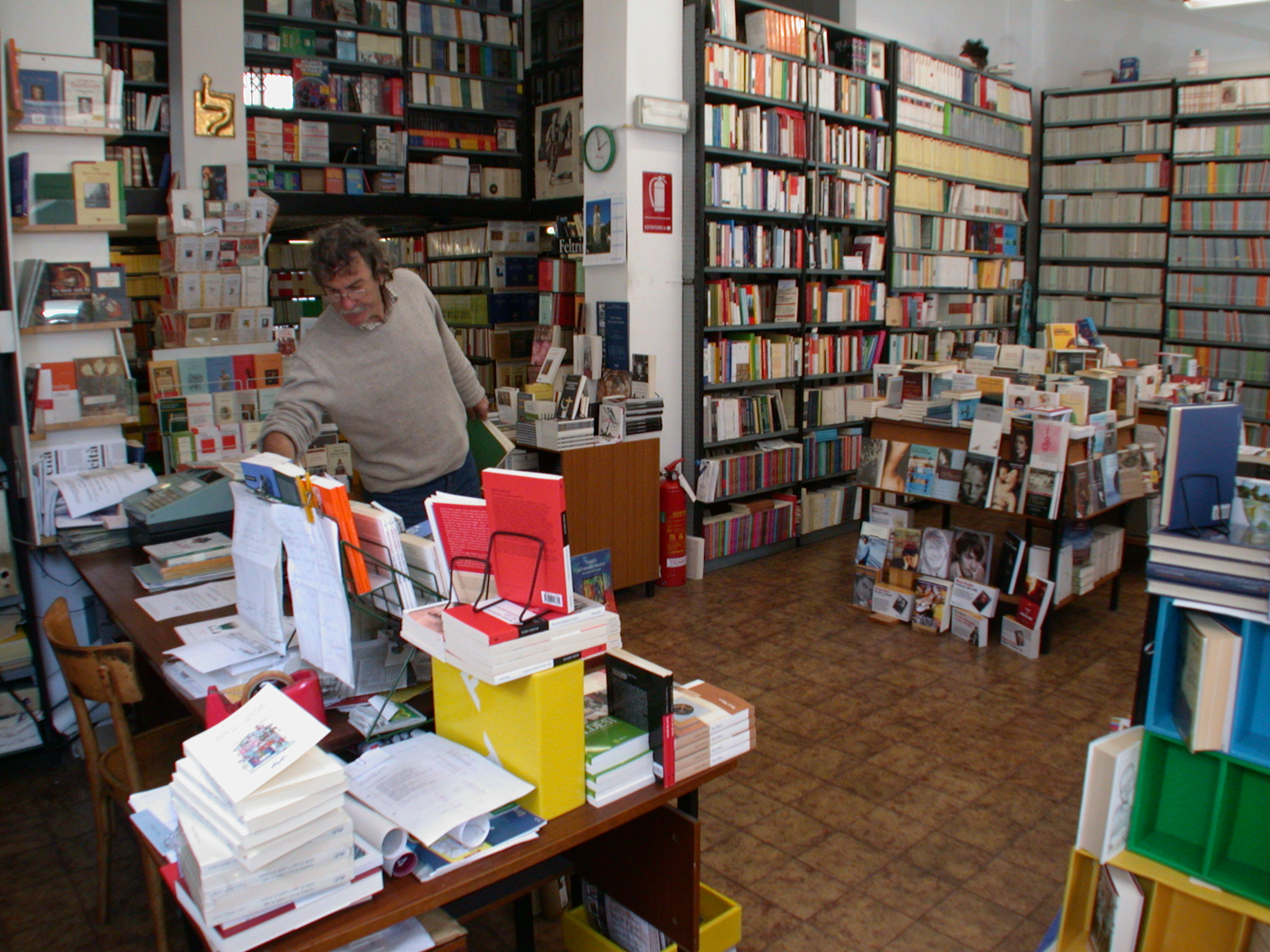
La libreria Claudiana di Torino

Le librerie Claudiana rappresentano una fondamentale vetrina verso la cultura italiana.
Nate come strumento per la diffusione del libro Claudiana, hanno nel tempo sviluppato questa loro caratteristica. Sono inoltre diventate un luogo di fraternità, evangelizzazione e diffusione della Bibbia, nonché polo culturale aperto alle città.
La prima libreria apre nel 1937 in un locale del Comune a Torre Pellice (Torino). Nel 1976 si trasferisce negli attuali locali di piazza della Libertà, dove rappresenta un importante punto di riferimento per la popolazione delle Valli e i turisti. Nel 2008 la Libreria è stata ceduta a una società partecipata, la MAuS srl, concedendo alla nuova società l'utilizzo del nome Claudiana. Completamente rinnovata subito dopo la cessione, la Libreria dispone oggi di un vasto catalogo di narrativa e saggistica, è specializzata in libri per bambini e ragazzi, letteratura straniera in lingua originale, teologia e religioni, e organizza frequenti presentazioni ed eventi culturali.
La libreria di Torino (via Principe Tommaso 1) nasce agli inizi degli anni Quaranta del secolo scorso per volontà del pastore Teofilo Bert. Negli anni Sessanta ospita l'editrice che poi, negli anni Settanta, si sposterà in altri locali. A partire dagli anni Ottanta si specializza progressivamente nella saggistica, soprattutto teologia e scienze bibliche, ebraismo e letteratura per l'infanzia.
La Libreria di cultura religiosa di Roma (piazza Cavour 32), entrata a far parte del gruppo Claudiana nel 2004, fu aperta nel 1952 da Vittorio Subilia. Gli stretti contatti con la Facoltà valdese di teologia portarono alla specializzazione nei testi di teologia e scienze bibliche.
La libreria di Milano (via Sforza 12a), inaugurata nel 1968, dal 1978 è ospitata nei locali messi a disposizione dalla chiesa valdese. Ha sviluppato un settore di ebraismo tra i più importanti in Italia e sul dialogo interreligioso, con particolare attenzione all'islam. Pubblica due bibliografie semestrali – Theologica e Judaica – reperibili sul sito della Claudiana. Collabora strettamente con il Centro culturale protestante di Milano.
Nel 2000, nasce l'ultima Claudiana, a Firenze (Borgo Ognissanti 14/R), ospitata nei locali della chiesa battista e fortemente voluta dalle chiese locali. Nonostante le piccole dimensioni approfitta in parte del flusso turistico di passaggio e si è subito contraddistinta per la vivacità della sua offerta culturale. Nel 2007, su internet, è stata aperta la libreria on-line, www.librerieclaudiana.it.

## Direttori

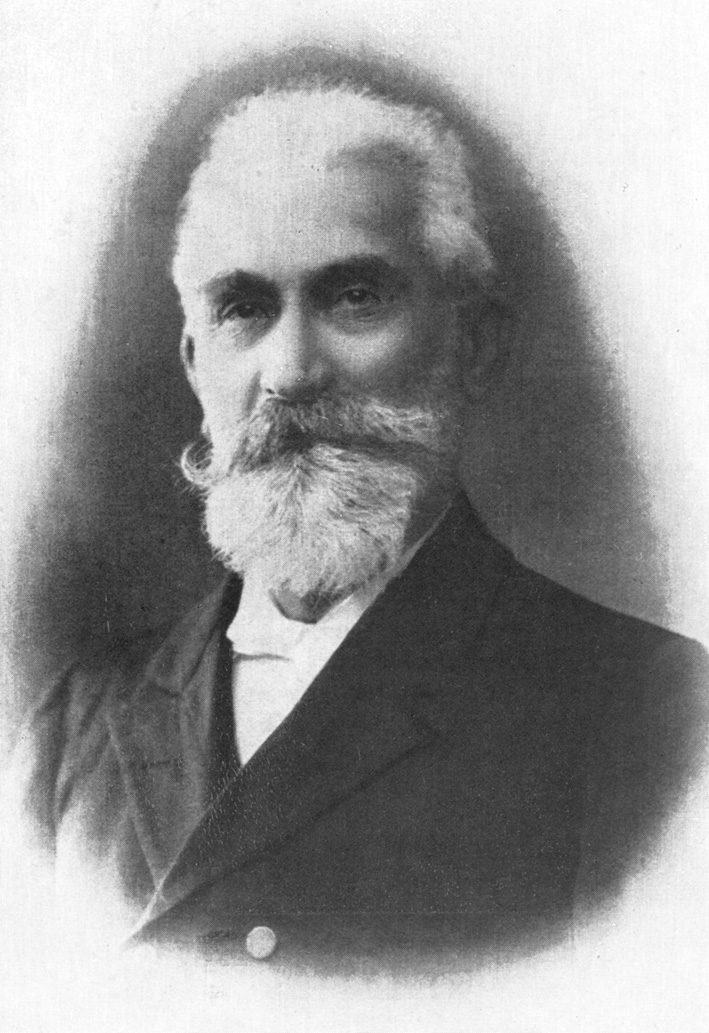
Odoardo Jalla, storico direttore dal 1890 al 1925

Carlo Papini, direttore dal 1965 al 1998

- Jean Pierre Meille (direttore dal 1855 al 1860), pastore del Risveglio, dà l'avvio a Claudiana; con lui l'evangelizzazione valdese nell'Italia del Risorgimento inizia come la Riforma con la Bibbia e il libro.
- Odoardo Jalla (1890-1925) prosegue a Firenze l'opera del suo predecessore James Will; con un programma editoriale di notevole ampiezza inserisce l'evangelismo nella cultura italiana.
- Roberto Nisbet (1952-1959), succeduto ai direttori Paolo Coisson e Roberto Jouvenal, con metodica perseveranza avvia il rilancio della Claudiana nell'ambito della chiesa.
- Luigi Santini (1960-1962) compie due scelte fondamentali, quasi un ritorno alle origini: rilancia l'editrice con nuove collane e realizza il trasferimento da Torre Pellice a Torino.
- Gino Conte (1963-1964) prosegue l'impostazione data da Santini. Fonda le due nuove collane «Ritratti storici» e «I testimoni». È l'ultimo direttore part-time.
- Carlo Papini (1965-1998) porta la Claudiana a livello nazionale presentando il pensiero protestante al pubblico italiano con le nuove collane di storia, attualità, teologia. Apre al cattolicesimo critico e potenzia la traduzione di testi del protestantesimo mondiale.
- Dal 1998 è direttore Manuel Kromer.